# Гражданин Кейн
«Граждани́н Кейн» (англ. Citizen Kane) — американский драматический фильм 1941 года, режиссёром, продюсером и исполнителем главной роли в котором выступил Орсон Уэллс. Сценарий был написан совместно Уэллсом и Херманом Манкевичем. Картина стала первым полнометражным фильмом Уэллса, которому на тот момент было 25 лет. В течение 40 лет (5 опросов промежутком в 10 лет: 1962, 1972, 1982, 1992, 2002) «Гражданин Кейн» занимал первое место в списке лучших фильмов в опросе журнала Sight & Sound, выпускаемого Британским институтом кино и возглавлял список Американского института кино «100 лучших американских фильмов за 100 лет» в 1998 году, а также его обновление в 2007 году. Фильм был номинирован на премию «Оскар» в девяти категориях, но получил награду только за лучший сценарий. Фильм получил высокую оценку за операторскую работу Грегга Толанда, монтаж Роберта Уайза, музыку Бернарда Херрманна и структуру повествования, которые считаются новаторскими и знаковыми для всего кинематографа.
Квазибиографический фильм рассказывает о жизни и наследии Чарльза Фостера Кейна, которого сыграл Уэллс. Персонаж представляет собой собирательный образ американских медиамагнатов, таких как Уильям Херст и Джозеф Пулитцер и чикагских магнатов, таких как Сэмюэл Инсулл и Гарольд Маккормик, а также отражает аспекты жизни самих сценаристов. После выхода фильма Херст запретил любое упоминание о нём в своих газетах.
После успеха на Бродвее «Театра „Меркурий“», независимой театральной труппы Уэллса и скандальной радиопостановки 1938 года «Война миров» в передаче «Театра «Меркурий» в прямом эфире», Голливуд обратил пристальное внимание на Уэллса. В 1939 году он подписал контракт с компанией RKO Pictures. Хотя в то время это было нетипично для режиссёра дебютанта, ему была предоставлена свобода разрабатывать свой собственный сюжет, использовать свой собственный актёрский состав и съёмочную группу, а также иметь право на финальный монтаж. После двух неудачных попыток запустить проект, он написал сценарий «Гражданина Кейна» в сотрудничестве с Херманом Манкевичем. Съёмки начались в 1940 году, в том же году был показан новаторский трейлер фильма, а в прокат фильм вышел в 1941 году.
Несмотря на успех среди критиков, «Гражданину Кейну» не удалось окупиться в прокате. После выхода на экраны фильм исчез из поля зрения, но к нему вернулось внимание публики, после того как его высоко оценили французские критики, такие как Андре Базен, и повторно выпустили в 1956 году. В 1958 году фильм занял 9-е место в престижном списке «Брюссель 12» на Всемирной выставке 1958 года. В 1989 году Библиотека Конгресса США выбрала «Гражданина Кейна» в качестве одного из 25 фильмов для сохранения в Национальном реестре фильмов США за его «культурную, историческую или эстетическую значимость». Роджер Эберт написал о фильме: «На поверхности он такой же развлекательный, как и любой другой фильм, когда-либо снятый. Его глубина превосходит понимание. Я проанализировал его кадр за кадром с более чем 30 группами, и вместе мы, я полагаю, увидели практически всё, что есть на экране. Чем яснее я вижу его физическое проявление, тем больше меня будоражит его тайна».

## Сюжет
Одинокий газетный медиамагнат-миллиардер Чарльз Фостер Кейн умирает в своём гигантском замке, наполненном бесценными произведениями искусства. В миг смерти из его руки выпадает стеклянный шар со снежным пейзажем, и Кейн произносит только одно слово: rosebud («розовый бутон»). Газеты и кинохроника сразу же подхватывают это событие, и на протяжении двенадцати минут перед зрителем предстаёт в виде некролога жизнь Кейна. В частности, становится известно, что его называли коммунистом и фашистом, что он был замешан в двух войнах, перед смертью был парализован, построил замок Ксанаду (отсылка к увековеченной в стихотворении британского романтика С. Т. Кольриджа «Кубла Хан» (1797) резиденции Хубилай-хана, императора-основателя империи Юань), был дважды женат и неудачно баллотировался в губернаторы.

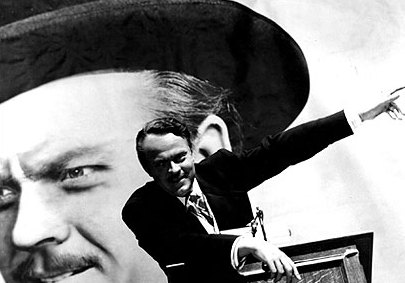
Кадр из фильма. Орсон Уэллс в роли Чарльза Фостера Кейна

Журналист Томпсон получает задание выяснить, почему Кейн произнёс перед смертью это загадочное слово. Так начинается странствие корреспондента и встречи с людьми, которые когда-либо встречались с Кейном.
Сьюзен Александер, вторая жена Кейна, поначалу отказывается говорить с Томпсоном. Затем журналист знакомится с дневником банкира Уолтера Паркса Тэтчера в мемориальной библиотеке последнего. В первом за фильм флешбэке зритель узнаёт о случае из детства обычного и весёлого мальчика Кейна: несмотря на сопротивление доброго и слабого мужа, любящая и волевая мать отдала маленького сына «ради его же блага» в другой город, на воспитание банкиру Тэтчеру.
Последующие флешбэки демонстрируют начало предпринимательства Кейна в медиабизнесе с полученного от банкира контроля над небольшой газетой. Начиная с газеты, вся жизнь Кейна хорошо задокументирована. Чарльз поначалу старается служить читателям и правде. Но работать начинает всё больше в лживом бездоказательном стиле «жёлтой журналистики», поначалу чтобы сопротивляться более крупным конкурентам, потом всё более втягиваясь в политическую подковёрную борьбу и в неправедную личную жизнь. Кейн расчётливо женится на племяннице президента США и баллотируется на пост губернатора. Богатея и авторитарно управляя растущей медиаимперией, он теряет своего лучшего друга и коллегу, всё больше увязая во лжи и не желая слышать от друга правду. Романтический скандал с будущей второй женой, Сьюзен Александер, «певичкой», положил конец как браку по расчёту, так и политической карьере.
По ходу развития сюжета зрителям показывают, как постепенно Кейн богатеет, преуспевает, но и черствеет, теряет друзей и теряет себя.
Любовь к Сьюзен быстро перерастает в гордыню, эгоизм и самообман: магнат пытается устроить ей карьеру в опере, но не хочет принять отсутствие у неё таланта и желания. И хотя Сьюзен после дебюта на большой сцене не хочет продолжать карьеру оперной певицы, Кейн отказывается принимать её решение. И только когда она попыталась покончить с собой, он ей разрешил отказаться от пения. Спустя много несчастливых лет в браке и попытки Кейна к рукоприкладству, она наконец уходит от него.
Дворецкий Кейна рассказывает Томпсону, что после того, как Сьюзен ушла от него, он начал яростно уничтожать её спальню, пока не наткнулся на снежный шар. Увидев его, он успокоился и сказал «Бутон розы».
К концу фильма, несмотря на многочисленные интервью с близкими Кейну людьми, журналист Томпсон так и не разрешает загадку «розового бутона». Он приходит к выводу, что это может быть всё что угодно — нечто потерянное или так и не купленное. Но в последние моменты фильма камера демонстрирует зрителю рабочих, сжигающих кое-какие не представляющие ценности вещи Кейна. Среди них в печь попадают и старые детские санки Кейна с надписью «Розовый бутон». Для журналиста Томпсона и остальных героев, тем не менее, это так и остаётся загадкой.
Фильм заканчивается тем же планом, которым и начинался: знак «Проход запрещён» на заборе вокруг замка Ксанаду.

## В ролях

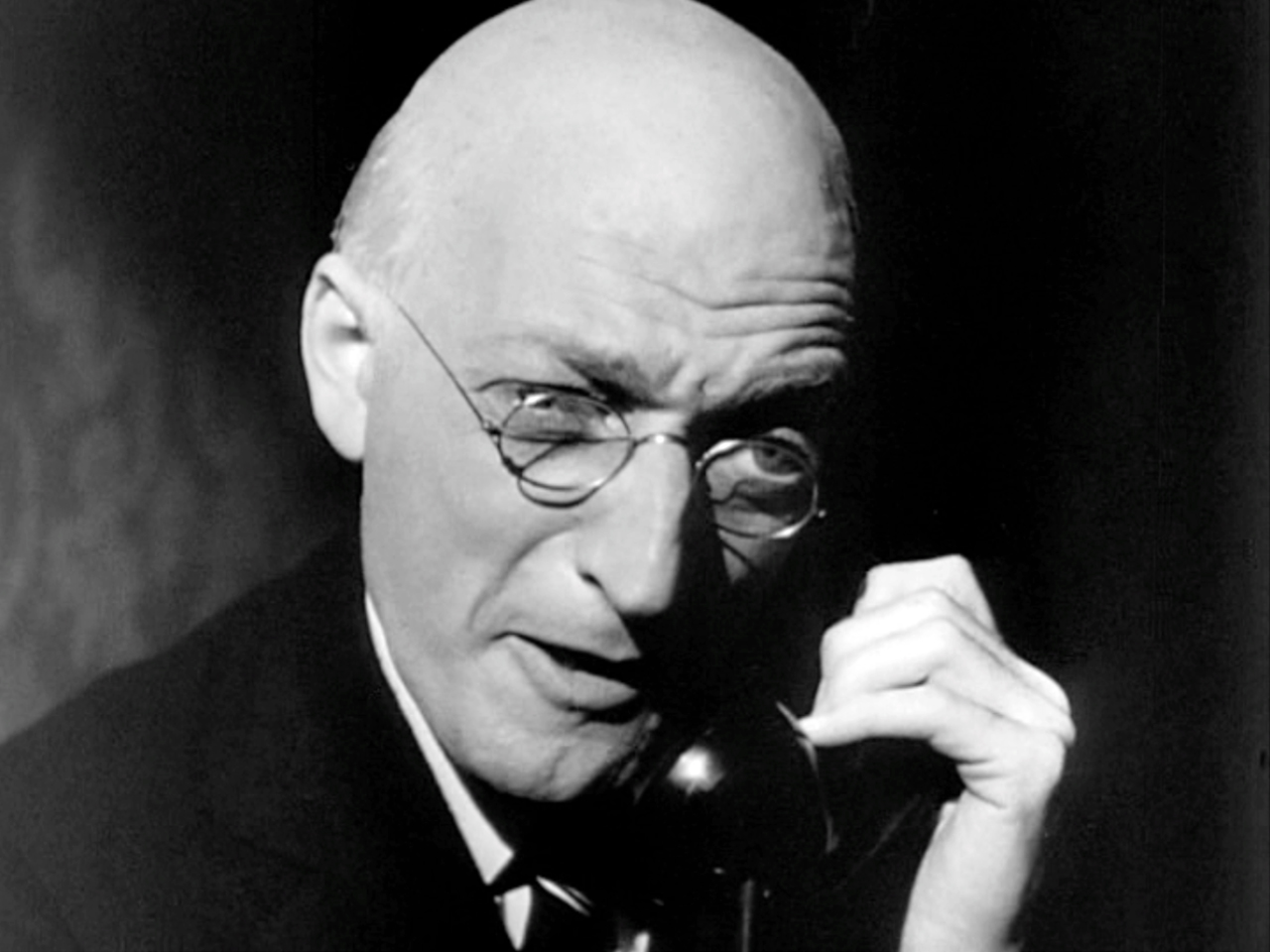
Эверетт Слоун

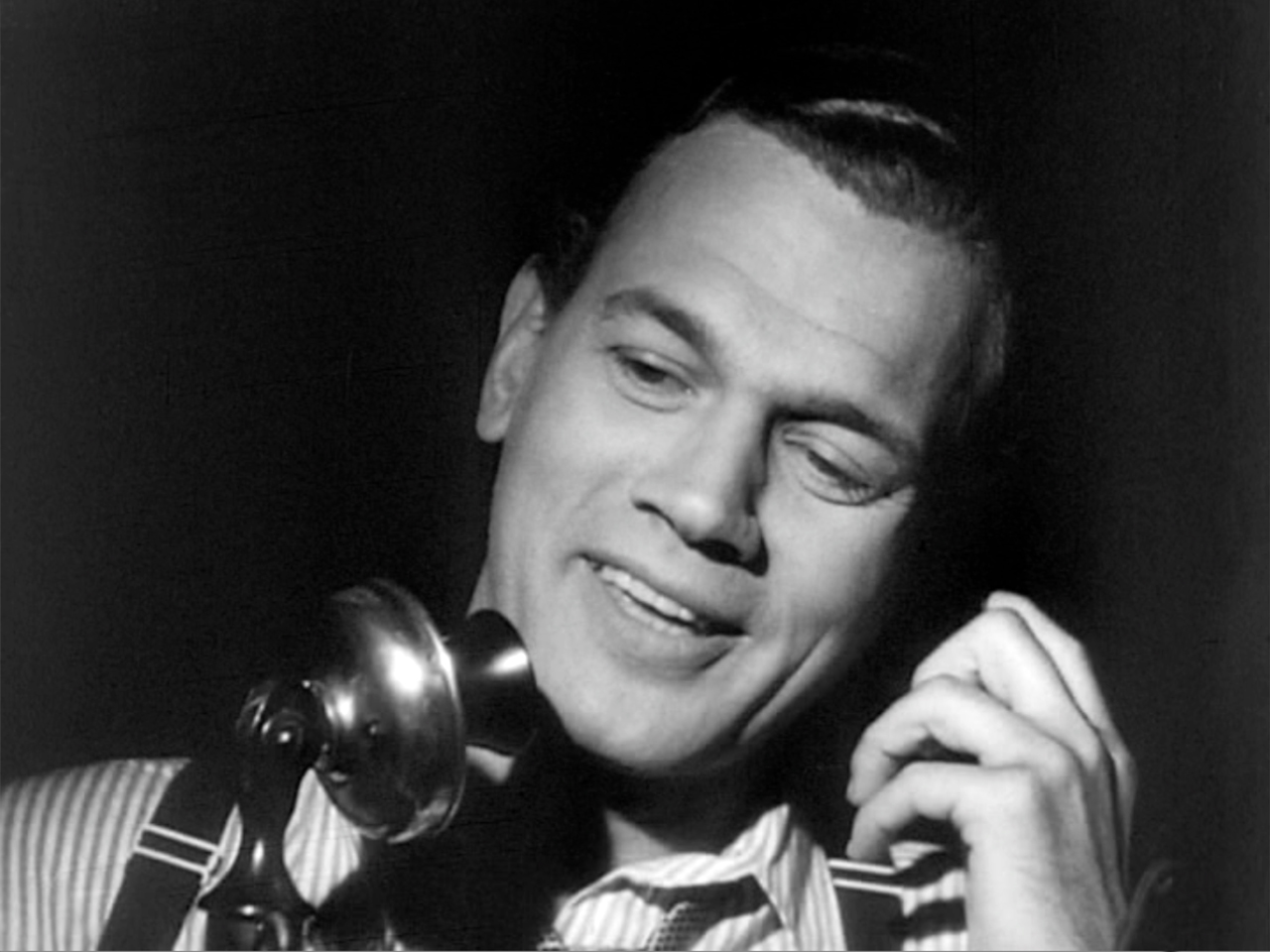
Джозеф Коттен

Источник: American Film Institute.
| Актёр             | Роль                                                                            |
| ----------------- | ------------------------------------------------------------------------------- |
| Орсон Уэллс       | богатый издатель газет Чарльз Фостер Кейн                                       |
| Джозеф Коттен     | лучший друг Чарльза, репортёр «The Inquirer» Джедедайя Лиланд                   |
| Дороти Камингор   | любовница Чарльза и его вторая жена Сьюзан Александер Кейн                      |
| Агнес Мурхед      | мать Чарльза Мэри Кейн                                                          |
| Рут Уоррик        | первая жена Чарльза Эмили Монро Нортон Кейн                                     |
| Рэй Коллинз       | политический конкурент Чарльза и действующий губернатор Нью-Йорка Джеймс Геттис |
| Эрскин Сэнфорд    | редактор «The Inquirer» Герберт Картер                                          |
| Эверетт Слоун     | друг Чарльза и сотрудник «The Inquirer» мистер Бернштайн                        |
| Уильям Олланд     | репортёр Джерри Томпсон                                                         |
| Пол Стюарт        | дворецкий Чарльза Рэймонд                                                       |
| Джордж Кулурис    | банкир, ставший законным опекуном Чарльза Уолтер Паркс Тэтчер                   |
| Фортунио Бонанова | педагог по вокалу для Сьюзан Кейн Signor Matiste                                |
| Гас Шиллинг       | метрдотель в ночном клубе Джон                                                  |
| Филип Ван Зандт   | мистер Ролстон                                                                  |
| Джорджия Бакус    | сотрудник библиотеки мисс Берта Андерсон                                        |
| Гарри Шэннон      | отец Чарльза Джим Кейн                                                          |
| Сонни Бапп        | сын Чарльза Чарльз Фостер Кейн III                                              |
| Бадди Суон        | Чарльз Фостер Кейн (в возрасте 8 лет)                                           |
| Кармен Лару       | служанка в Ксандау-холл                                                         |
| Бенни Рубин       | Смэтер (в титрах не указан)                                                     |

## История создания
Президент фирмы «RKO Pictures» Джордж Шеффер задумал вывести компанию на новый уровень, считая, что в фирму нужно влить новую кровь. Учитывая успехи и известность Уэллса, был подписан необычный по тем временам контракт, который предоставлял ему творческую самостоятельность в выборе темы, написании сценария, подборе актёров, визуальном решении, монтаже и остальных вопросах. При этом предполагалось, что Уэллс будет одновременно автором сценария, и актёром, и режиссёром, и продюсером, а студия не будет иметь права контролировать его работу во время съёмок и даже просматривать материал, если проект укладывается в бюджет.
В качестве первого фильма он выбрал адаптацию повести «Сердце тьмы» Джозефа Конрада, однако проект оказался слишком дорогим. Тогда Уэллс остановился на сценарии «Гражданин Кейна», который создал совместно с Херманом Дж. Манкевичем. Именно Манкевич предложил взять за основу биографию Уильяма Хёрста и написал самостоятельно две первых версии сценария. Над сценарием, который первоначально имел название «Американец», также работали Джозеф Колен и Джон Хаузмен (в титрах не указаны).
О приоритете в создании сценария картины полемика ведётся до сих пор. В своём эссе «Выращивание Кейна» (The New Yorker, 1971) крупнейший американский критик Полин Кейл, подробно исследуя историю создания фильма, оспаривала абсолютное авторство Орсона Уэллса и приписывала как минимум половину заслуг этой картины её сценаристу Манкевичу. Считается, что символика «бутона розы» — идея Манкевича, а Уэллс говорил, что идея «бутона розы» менее всего нравится ему в фильме: «Она действительно неудачна — какой-то упрощённый, расхожий фрейдизм».

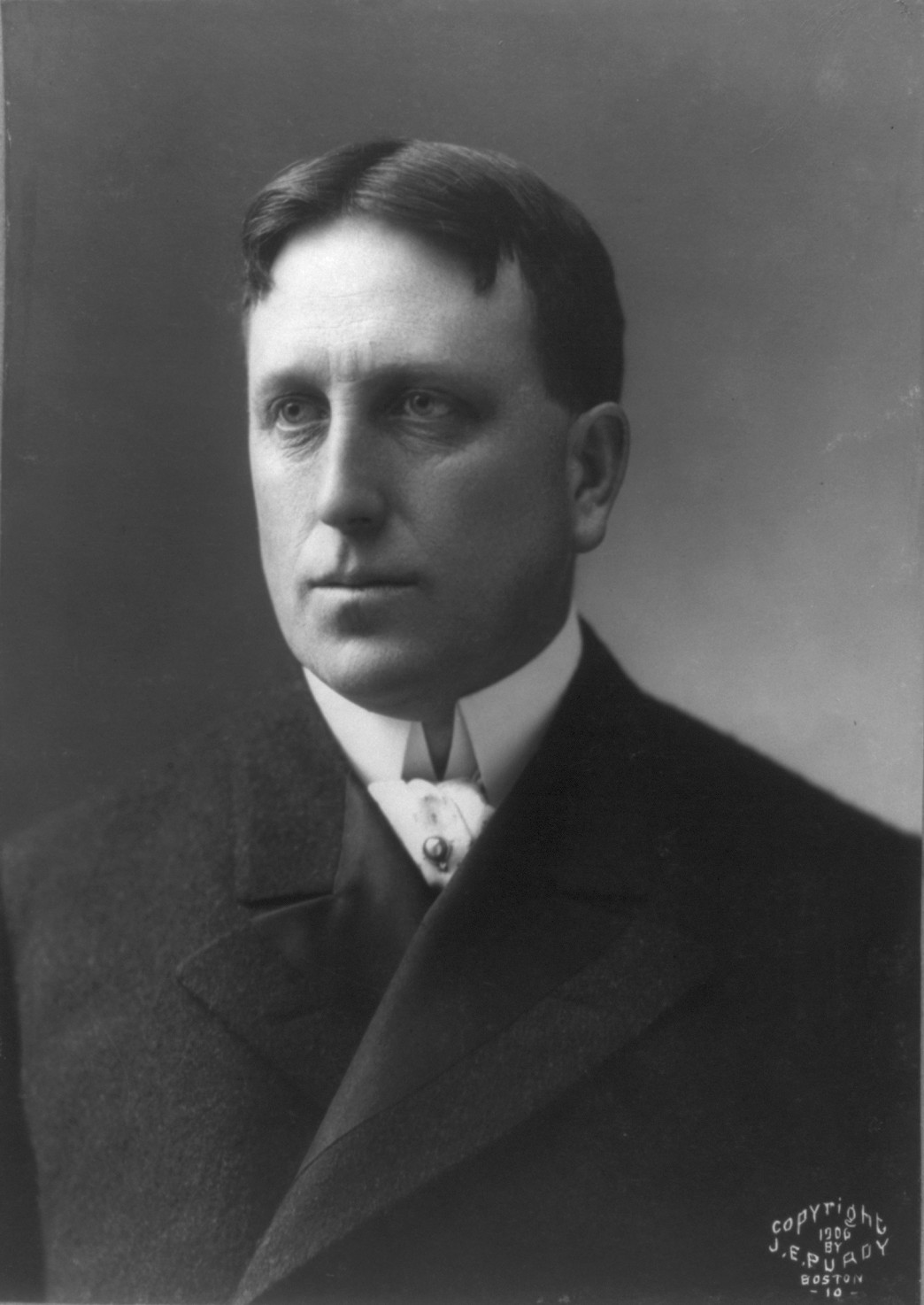
Уильям Рэндольф Хёрст

Получив согласие на постановку, режиссёр приступил к работе над фильмом. Для вдохновения за несколько месяцев Уэллс просмотрел около тысячи фильмов, интересуясь особенно немецкими экспрессионистами и французским «авангардом». Прежде чем приступить к постановке картины, Уэллс, как он сам говорил, более сорока раз просмотрел вестерн Джона Форда «Дилижанс».
На все основные роли Уэллс пригласил актёров театра «Меркюри». Съёмки происходили в основном в павильонах студии, начались 30 июля 1940 года и продолжались четыре месяца, затем режиссёр монтировал и озвучивал фильм. В январе «Гражданин Кейн» был закончен. 9 апреля 1941 года в Нью-Йорке и Лос-Анджелесе состоялся предпоказ фильма для прессы, а премьера для публики состоялась в Нью-Йорке 1 мая 1941 года.
Фильм во многом основан на биографии американского бизнесмена Уильяма Рэндольфа Хёрста (1863—1951), газетного магната, создателя сенсационности как критерия продажи газет, основателя «жёлтой журналистики»..
Хотя биографии персонажа и прототипа полностью не совпадают, в картине присутствуют дословные цитаты Хёрста. К примеру, Кейн слово в слово повторяет телеграмму Хёрста своему корреспонденту на Кубу: «Не уезжайте. Вы обеспечиваете иллюстрации, а я обеспечу войну» (англ. Please remain. You furnish the pictures, and I’ll furnish the war). «Гражданин Кейн» взял за основу и роман Хёрста с актрисой Мэрион Дэвис. Особое значение в фильме имеет сам замок Кейна Ксанаду, прототипом которого послужила пышная резиденция Хёрста в Калифорнии.
Из фильма при начале монтажа, по цензурным соображениям, был удалён двухминутный эпизод, в котором Кейн появлялся в публичном доме; этот эпизод следовал за вечеринкой с танцами, а завершался тем, что Кейн выходил из публичного дома.

### В прокате
Не желая выхода фильма на экран, Хёрст с помощью своей медиаимперии начал настоящую войну с Уэллсом. Уэллс потерял много сил и нервов, чтобы снять фильм, но ещё больше — чтобы добиться от кинокомпании РКО выхода своей картины на экран. Фильм не принёс большого зрительского успеха во многом из-за антирекламной кампании Хёрста. «Гражданина Кейна» посмотрели в главных городах Америки, но в провинции, особенно на Юге, сила была на стороне газет Хёрста. Кроме того, большинство газет Хёрста поступили ещё проще — они объявили фильму бойкот. Так как крупные кинотеатры и сети его не демонстрировали, то первоначально фильм потерпел финансовый крах и стал прибыльным лишь после серии повторных прокатов.

## Художественные особенности

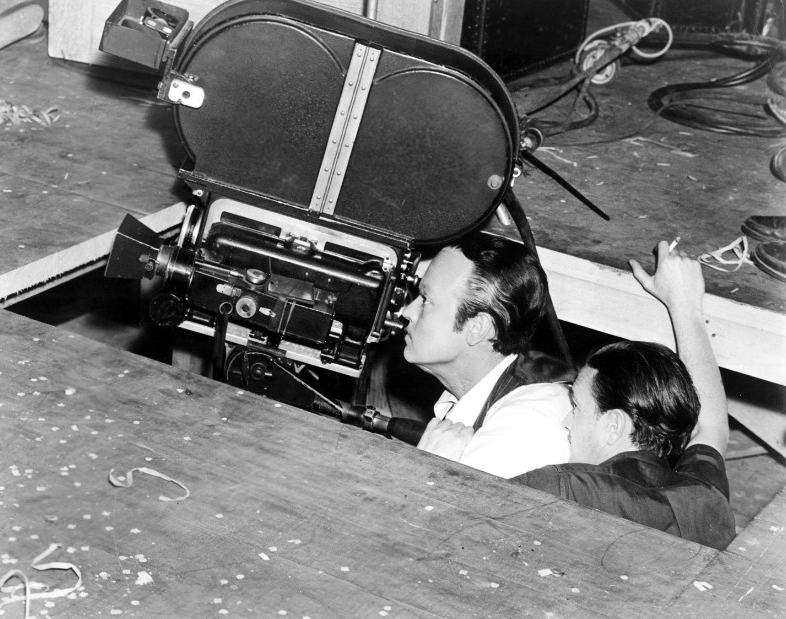
Орсон Уэллс и Грегг Толанд

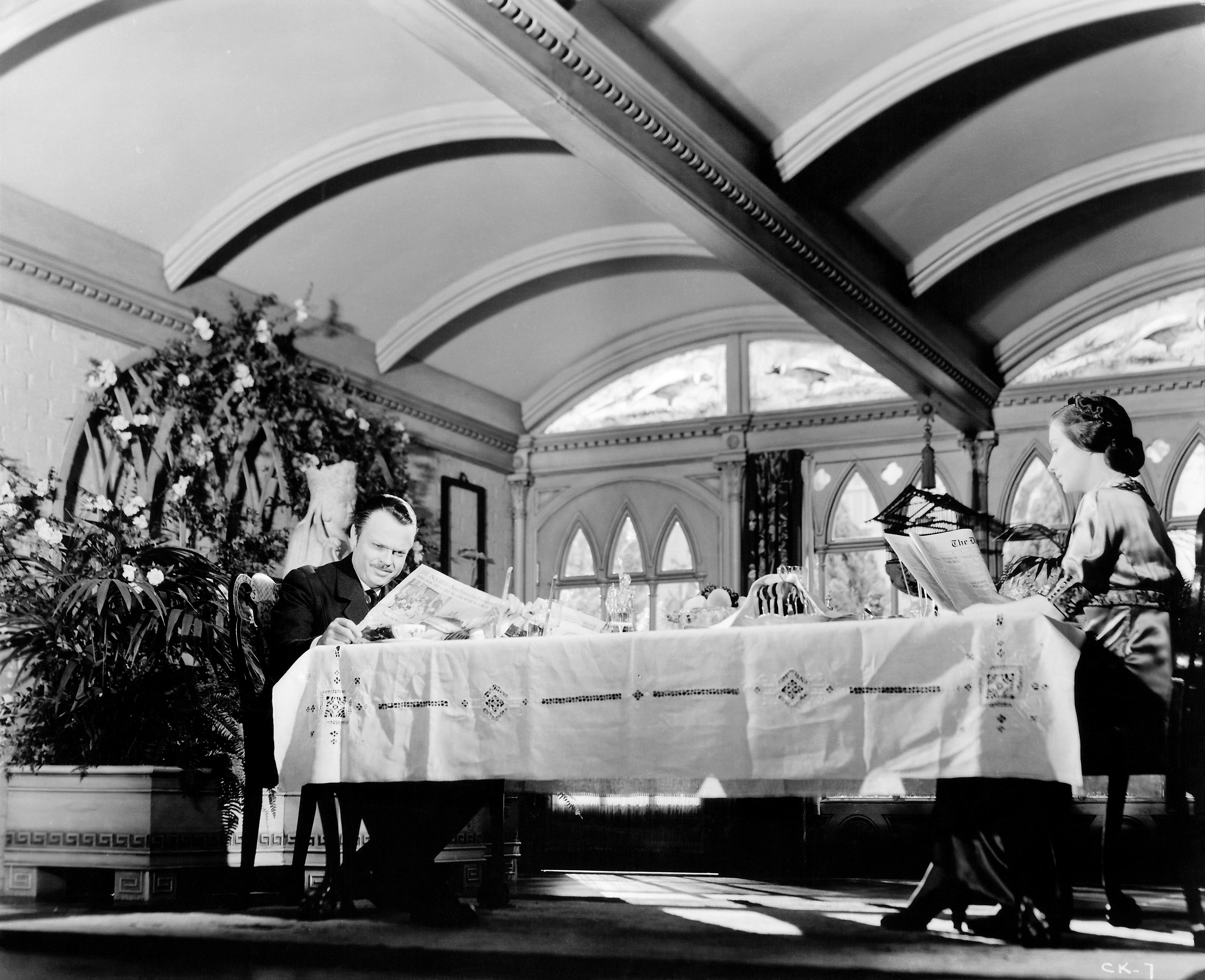
Кадр из фильма

Многие сцены в различных флэшбеках фильма дополняют друг друга, а также дублируют одно и то же событие, показывая его с разных точек зрения, используется художественный приём сообщения информации так называемым «ненадежным рассказчиком». Оператор Грегг Толанд получил возможность применить те приёмы, о которых он давно мечтал, например широкоугольные объективы, позволяющие строить глубинный кадр, объединяющий разные действия в едином потоке, короткий фокус, съёмки с верхней и нижней точки, присутствие в кадре потолка, предметы на границе кадра, использование внутрикадрового монтажа. Толанд, по словам режиссёра, под влиянием Джона Форда, всё время повторял ему: «Снимай каждый эпизод целиком, не делай ничего другого». То есть необходимо разыгрывать всю сцену, ничего не вырезая, не снимая альтернативных версий и т. д., что во многом стало возможным благодаря качеству актёрской игры. Характер картины и её художественные особенности предопределили выразительные операторские и монтажные решения: экспрессивность композиции, сдвинутые соотношения объёмов, алогичные точки съёмок, оригинальные монтажные переходы.

## Интерпретации
Примечательно, что в поэме английского поэта Роберта Геррика «Девственницам: спешите наверстать упущенное», символ розы олицетворяет радость молодости и быстротечность жизни:
Срывайте розы поскорей,

Подвластно всё старенью,

Цветы, что ныне всех милей,

Назавтра станут тенью.
Поэма отсылает к крылатому латинскому выражению «Carpe diem», и трактуется как призыв проживать каждый день с удовольствием, не откладывая полнокровную жизнь на неопределённое и неизвестное будущее. Таким образом, детские санки Кейна с надписью «Rosebud» можно понимать как символ утраченного времени, счастья, самой жизни, прожитой зря.

## Критика
- Влиятельный критик Босли Краузер (в 1940—1967 руководил киноразделом The New York Times) написал, что фильм близок к тому, чтобы называться самой блестящей картиной из когда-либо снятых в Голливуде[15].
- В 1946 году французский историк кино Жорж Садуль, пытаясь подорвать сложившуюся у Уэллса репутацию новатора, назвал фильм «энциклопедией старых приёмов»[15].
- Жан-Поль Сартр, статья[16] которого привлекла внимание к фильму, критикуя картину за излишнюю интеллектуализацию и эстетство писал: Технические новшества фильма изобретены не для того, чтобы придать ему жизни. Встречаются примеры великолепной операторской работы... Но слишком часто возникает впечатление, что изображение ставится превыше всего; нас заваливают перегруженными кадрами, неестественными и вымученными. То же бывает и в романах, когда на первый план выдвигается стиль, а персонажи настолько блёклы, что забываются через мгновение.
- Полин Кэйл в своём нашумевшем эссе отмечала, что успех картины стал результатом того, что Уэллс открыл для себя радость создания кино и наслаждался этим.
- В книге Джона Кобала «Сто лучших фильмов» («The Top 100 Movies», London, Pavilion Books, 1989) картине «Гражданин Кейн» была отведена первая позиция[17].

## Значение
Роберт Оттосон в предисловии к «Справочнику по американскому нуару, 1940—1950» (Robert Ottoson, Reference Guide to the American Film Noir 1940—1950, Scarecrow Press, 1981) указывает, что появление картины является одним из главных факторов, предопределивших рождение жанра «нуар» (фр. film noir — «чёрный фильм») в кино.
В рейтинге десяти самых значительных фильмов мирового кино, который публикуется британским журналом Sight & Sound каждые десять лет, начиная с 1952 года, и основывается на мнении более чем ста киноведов и (с 1992 года) режиссёров из разных стран мира, «Гражданин Кейн» пять раз подряд занимал первое место. В 2012 году его сместило «Головокружение» Альфреда Хичкока.
В 1999 году режиссёром Бенджамином Россом был снят художественный фильм «Проект 281» (RKO 281) о съёмках «Гражданина Кейна», в котором роль Орсона Уэллса исполнил Лев Шрайбер, а также снялись Джон Малкович, Джеймс Кромвелл, Мелани Гриффит, Рой Шайдер, Дэвид Суше и другие.
В 1998 году Американский киноинститут составил список из 100 лучших американских фильмов, в котором «Гражданин Кейн» занял 1-е место. В обновлённом списке 2007 года фильм также занял первое место.
В 2015 году по опросу компании BBC «Гражданин Кейн» был назван самым лучшим американским фильмом. В опросе приняли участие 62 кинообозревателя.
К числу поклонников фильма относятся такие фигуры кинематографа, как Роджер Корман, Кристофер Нолан, Тео Ангелопулос, Терри Гиллиам, Нил Джордан, Дэвид Линч, Кшиштоф Кесьлёвский, Джон Шлезингер, Пол Шредер, Мартин Скорсезе, Оливер Стоун, Кинг Видор, Джон Ву, Кшиштоф Занусси, Роджер Эберт и Дэвид Финчер..
В фильме Мартина Скорсезе «Волк с Уолл-стрит» (2013) воспроизведена сцена, в которой Кейн организует вечеринку для сотрудников своей газеты, зазвав в редакцию марширующий оркестр и кордебалет с канканом.
В 2020 году вышел в свет биографический фильм Дэвида Финчера (по сценарию его отца Джека Финчера) «Манк», сюжет которого построен на событиях из истории съёмок «Гражданина Кейна».

## Награды и номинации
- 1941 — премия Национального совета кинокритиков США за лучший фильм.
- 1942 — премия «Оскар» за лучший сценарий (Орсон Уэллс, Херман Манкевич). 8 номинаций на премию «Оскар»: за лучший фильм, режиссуру (Орсон Уэллс), главную мужскую роль (Орсон Уэллс), операторскую работу (Грегг Толанд), монтаж (Роберт Уайз), музыку (Бернард Херрманн), декорации (Перри Фергюсон, Ван Нест Полглэйз, Роланд Филдс, Даррелл Сильвера), запись звука (Джон Олберг).